# Trogloneta
Trogloneta is een geslacht van spinnen uit de  familie van de Mysmenidae.

## Soorten
- Trogloneta canariensis Wunderlich, 1987
- Trogloneta cantareira Brescovit & Lopardo, 2008
- Trogloneta cariacica Brescovit & Lopardo, 2008
- Trogloneta denticocleari Lin & Li, 2008
- Trogloneta granulum Simon, 1922
- Trogloneta madeirensis Wunderlich, 1987
- Trogloneta mourai Brescovit & Lopardo, 2008
- Trogloneta paradoxa Gertsch, 1960
- Trogloneta speciosum Lin & Li, 2008